# Stereodon nitidulus
Stereodon nitidulus là một loài Rêu trong họ Hypnaceae. Loài này được (Wahlenb.) Mitt. mô tả khoa học đầu tiên năm 1864.